# The Fame
The Fame – debiutancki album studyjny amerykańskiej piosenkarki, Lady Gagi. Płyta ukazała się 19 sierpnia 2008 roku nakładem wytwórni Interscope Records oraz Konvict Muzik i Cherrytree Records, do których Gaga dołączyła w 2008 roku. Gaga nad albumem pracowała z takimi producentami jak: RedOne, Akon, Space Cowboy, Martin Kierszenbaum czy Rob Fusari. Muzycznie wydawnictwo nawiązuje do synth popu, dance-popu i muzyki z lat 80, lirycznie natomiast porusza temat miłości do sławy, seksu, pieniędzy, narkotyków i tożsamości seksualnej. W celu promocji wokalistka wyruszyła w trasę The Fame Ball Tour oraz wystąpiła w kilkudziesięciu programach telewizyjnych. Album został dołączony jako dysk bonusowy do mini albumu The Fame Monster.
Album otrzymał w większości przychylne recenzje od krytyków, którzy pochwalili kontekst liryczny albumu, muzykalność Gagi i jej umiejętności wokalne, a niektórzy porównali ją nawet do Gwen Stefani. Wydawnictwo dotarło do miejsca pierwszego w Irlandii, Kanadzie, Niemczech, Polsce, Szwajcarii i Wielkiej Brytanii. W Stanach Zjednoczonych album zadebiutował na pozycji drugiej Billboard 200, ale za to pierwszej Top Electronic Albums. Wydawnictwo na całym świecie sprzedało się w około 12 milionach egzemplarzy.
Dwa pierwsze single „Just Dance” i „Poker Face” uplasowały się na pierwszej pozycji w prawie wszystkich ważniejszych krajach świata. Trzeci singiel „Eh, Eh (Nothing Else I Can Say)” osiągnął najmniejszy sukces, ale za to „LoveGame” i „Paparazzi” zadebiutowały w pierwszej dziesiątce na większości rynków muzycznych. „Beautiful, Dirty, Rich” wydano jako singiel promocyjny. Album przyniósł Gadze wiele nagród muzycznych. Wydawnictwo zostało nominowane w sześciu kategoriach do nagród Grammy, w tym do Nagrody Grammy w kategorii Album roku. The Fame zwyciężyło w kategorii Najlepszy album electro/dance, a pochodzący z niego singiel „Poker Face” w kategorii Najlepsze nagranie dance. Płyta otrzymała statuetkę za Najlepszy międzynarodowy album na ceremonii Brit Awards w 2010 roku.

## Tworzenie i rozwój
Po zaakceptowaniu siebie jako artystki i pracy w nowojorskich klubach, Gaga postanowiła wydać album o nazwie The Fame. Gaga wyraziła się na temat albumu słowami: „The Fame jest o tym jak to jest czuć się sławnym. [...] Kultura masowa jest sztuką. To nie sprawia, że czujesz nienawiść do pop kultury, więc można to usłyszeć na The Fame. To jest udostępnienie sławy. Chcę zaprosić wszystkich na imprezę. Chcę by ludzie poczuli część tego stylu życia”. W wywiadzie dla MTV wokalistka wyjawiła, że nad płytą pracowała dwa i pół roku, a zakończyła ją w pierwszym tygodniu stycznia 2008 roku. Oprócz pisania tekstów do piosenek, Gaga zajmowała się też pracą z syntezatorami, wspólnie z producentem o pseudonimie RedOne. Według Gagi „Just Dance” jest radosnym utworem o tematyce miłosnej, który jest apelem dla ludzi, którzy przechodzą trudne chwile w życiu. Drugi utwór „LoveGame” jest o seksie między wokalistką a nieznajomym w mocnym klubie, do którego Gaga zwraca się słowami: „Chcę jeździć na twojej dyskotekowej pałce”. Utwór został napisany w niecałe cztery minuty. Utwór „Paparazzi” jest inaczej interpretowany. W wywiadzie z About.com Gaga wyjaśniła, że tematem piosenki jest morderstwo i pornografia. Inspirowany jest walką, głodem sławy i miłością oraz kuszeniem mass mediów. Singiel ten zadaje pytanie, czy można mieć zarówno sławę jak i miłość.
„Poker Face” był inspirowany przez chłopaków Gagi, którzy korzystali z hazardu. Utwór także jest o biseksualizmie piosenkarki, kiedy to podczas seksu z mężczyzną fantazjuje o kobietach, wtedy zgrywa 'poker face'. Utwór „Boys Boys Boys” jest inspirowany tytułową piosenką Mötley Crüe z albumu „Girls, Girls, Girls”. Gaga chciała stworzyć kobiecą wersję tej piosenki oraz dla rockmenów. „Beautiful Dirty Rich” podsumowuje życie Gagi, wtedy gdy poznawała samą siebie, mieszkała w Lower East Side, brała narkotyki i była na skraju wyczerpania. „Eh, Eh (Nothing Else I Can Say)” ukazuje zerwanie z chłopakiem i zastąpienie go nowym. „Brown Eyes” był inspirowany zespołem Queen i według Gagi to najbardziej wrażliwa piosenka na albumie.
Gaga sprecyzowała idee The Fame, jej inspiracje i wizje albumu. Wierzyła, że najważniejszą rzeczą, której brakuje współczesnej muzyce pop jest połączenie wyobraźni artysty z muzyką. Gaga wcieliła teatralność w występy na żywo. Dlatego ma nadzieję, że ludzie będą zwracać uwagę na jej koncerty, które połączyła z albumem i jego muzyką. Według niej to muzyka wyraża styl życia.
„Czuję, że te nagranie jest całkiem inne. Masz utwory klubowe z końca lat 70 od artystów, do rockowej muzyki. The Fame nie jest o tym kim jesteś- to jest o tym jak wszyscy chcą znać Ciebie. Kup to i słuchaj przed wyjściem, czy w samochodzie. [...] Myślę, że naprawdę dostałeś to co pozwala się artystom kreować. Zajęło mi to trochę czasu, ale zagłębiłam się i w końcu skończyłam to. To nie tylko nagranie[,] to cały ruch pop artu[.] To nie jest tylko jedna piosenka.”

## Struktura muzyczna i teksty
Muzyka inspirowana jest końcem lat 70. XX wieku. Gaga zaczerpnęła część pomysłów od muzyków rockowych, takich jak David Bowie i Queen. Gaga stworzyła chwytliwe piosenki pop, łączące styl tych artystów rockowych. Utwory, takie jak „Just Dance”, „Poker Face” czy „LoveGame” zawierają szybki beat i ciemne brzmienie. „Just Dance” zawiera dance beat, a „Money Honey” ma umiarkowane tempo, w stylu techno. Wszystkie te piosenki mają elementy R&B, użyto w nich syntezatora, by stworzyć bardziej nowoczesny styl. „Paparazzi” posiada namiętny beat, a „Summerboy” ma wpływy muzyki Blondie. „Eh, Eh” traktowana jest jako ballada w porównaniu do reszty piosenek z płyty. Singiel ten ma elementy z lat 80. oraz wprowadzenie z „Umbrelli” Rihanny. Teksty zawierają podtekst o tematyce erotycznej. Element z piosenki „Poker Face” „mama-mama-mama-mah” jest skopiowany z piosenki „Ma Baker” Boney M z 1977 roku.
Gaga wydając płytę chciała powiedzieć, że nawet kiedy się jest biednym, można się poczuć sławnym i brudno bogatym.

## Single
- „Just Dance” został wydany jako singel na całym świecie 17 czerwca 2008, przez dystrybucję cyfrową. Piosenka osiągnęła sukces w Stanach Zjednoczonych, Australii, Kanadzie, Irlandii, Holandii i Wielkiej Brytanii, a także osiągnęła pozycję w pierwszej dziesiątce w wielu innych krajach. Utwór otrzymał nominację do nagrody Grammy w kategorii Best Dance Recording, przegrał jednak z duetem Daft Punk i ich piosenką „Harder, Better, Faster, Stronger”.

- „Poker Face” został wydany jako drugi singel z albumu. Był on również dobrze przyjęty przez krytyków. Singiel odniósł większy sukces, niż „Just Dance”, bo osiągnął pozycję numer jeden w prawie wszystkich krajach świata. „Poker Face” stał się drugim z kolei utworem numerem jeden na liście Hot 100. 2 grudnia 2009, piosenka „Poker Face” otrzymała trzy nominacje do nagrody Grammy w kategorii Song of the Year, Record of the Year i Best Dance Recording.

- „Eh, Eh (Nothing Else I Can Say)” został trzecim singlem w Australii, Nowej Zelandii, Szwecji i Danii, i czwartym we Francji. Utwór otrzymał mieszane recenzje. Niektórzy krytycy porównywali piosenkę do lat dziewięćdziesiątych, podczas gdy inni krytykowali go za nudę. Singel nie osiągnął pozycji numer jeden. Zdobył natomiast miejsce piętnaste w Australii, dziewiąte w Nowej Zelandii, drugie w Szwecji i siódme we Francji.

- „LoveGame” został wydany jako trzeci singel w Stanach Zjednoczonych, Kanadzie i w kilku państwach europejskich. Jako czwarty singel został wydany w Australii, Nowej Zelandii i Wielkiej Brytanii. Utwór została doceniony za chwytliwą melodię i trochę niecenzuralne słowa. Piosenka dotarła do pierwszej dziesiątki w Stanach Zjednoczonych, Kanadzie i Australii.

- „Paparazzi” został wydany jako trzeci singel w Wielkiej Brytanii i Irlandii 6 lipca 2009, i piąty w pozostałych krajach Europy. Wydano go także jako piąty utwór promujący płytę 10 lipca 2009 roku w Australii. Utwór osiągnął pozycję w pierwszej piątce w Australii, Kanadzie, Irlandii i Wielkiej Brytanii. „Paparazzi” został uznany za najbardziej rozpoznawalną piosenkę z płyty.

## Krytyka
Album otrzymał pozytywne opinie. Płyta otrzymała 71 gwiazdek na 100 od Metacritic. Matthew Chisling z All Music Guide stwierdził, że album zawiera elektroniczne bity i jest dobrą płytą popową, zawierającą brzmienie w wysokiej jakości. Płyta bawi i zachęca do tańca. Mikael Wood z Entertainment Weekly dał The Fame ocenę B, mówiąc, że płyta jest wyjątkowa i zawiera wizję czystego świata, którego atutami jest piękno, brud bogatych. Alexis Petridis z The Guardian powiedział, że płyta zawiera dobre melodie. Według niego każda piosenka mogłaby być hitem. Evan Sawdey z PopMatters skrytykował piosenki takie jak „Eh, Eh”, „Paper Gangsta” i „Brown Eyes”, które według niego nie pasują do albumu w stylu dance.
Joey Guerra z Houston Chronicle, zauważył, że chociaż utwory na albumie nie są innowacyjne, to Gaga zasłużyła na „kredyt” na wniesienie prawdziwej muzyki dance wśród społeczeństwa. Genevieve Koski z AV Klub i Sal Cinquemani z Slant Magazine porównali wokal Gagi z głosem Gwen Stefani. Koski powiedział, że album jest „napędzany przez wspaniałe beaty, które są przekładane dancową energią, która dobrze wróży długiej grze klubu, który tak naprawdę jest cały punkt”. Cinquemani powiedział, że „piosenki Gagi są tanie [... ] i zawierają bezsensowne bzdury [...], i jej partie wokalne są nierówne [...]”. Według niego najlepsze kawałki na płycie to „Poker Face”, „Starstruck”, „Paper Gangsta” i „Summerboy” – reszta nie powinna się znaleźć na albumie. Freedom du Lac z Washington Post skrytykował album za brak oryginalności. Sarah Rodman z Boston Globe napisała, że na pierwszy rzut oka piosenki disco Lady Gagi można łatwo pomylić z bezmyślnymi kawałkami The Pussycat Dolls. Dziekan Amerykańskiej Krytyki Rocka stwierdził, że album jest płytki.
Album The Fame i singel pochodzący z niego „Poker Face” zdobył pięć nominacji do 52. gali rozdania nagród Grammy. Sam album nominowany jest w dwóch: Album roku i najlepszy album elektroniczno dance'owy.

## Promocja
Aby wypromować swój album, Gaga wystąpiła w kilku programach na świecie. Pierwszy raz pojawiła się w Logo NewNowNext Awards 7 czerwca 2008 roku. Wystąpiła również w odcinku So You Think You Can Dance oraz w programach Jimmy Kimmel Live! i Tonight Show with Jay Leno. Gaga wystąpiła także w Wietnamie, w 57 konkursie piękności. 31 stycznia 2009 roku wystąpiła w irlandzkiej telewizji RTÉ One's w programie show Tubridy Tonight. Trzy piosenki z płyty zostały wykorzystane na kanale The CW, w serialu Plotkara: „Paparazzi” w odcinku „Summer, Kind of Wonderful”, „Poker Face” w „The Serena Also Rises” i „Money Honey” w „Remains of J”. 1 kwietnia 2009 Gaga wykonała „Poker Face” w American Idol.
Aby uczcić rozpoczęcie pokazu Seks, kasa i kłopoty, ABC stworzył teledysk do piosenki Gagi „Beautiful, Dirty, Rich”, reżyserii Meliny Matsoukas. Początkowo miał być to drugi singel pochodzący z albumu, ale zastąpiono go utworem „Poker Face”. Powstały dwie wersje teledysku. Pierwsza składa się ze zdjęć z Dirty Sexy Money, druga wersja to rzeczywisty klip do piosenki. Piosenka zadebiutowała na 83. miejscu listy UK Singles Chart. Trasa promująca album rozpoczęła się 12 marca 2009 roku w San Diego, w Kalifornii.
15 sierpnia 2008 roku, na kanale Lady Gagi w serwisie YouTube, pojawił się film „The Fame: Part One”, który promował album. Soundtrack filmu składał się z wielu piosenek z albumu The Fame (tj. „Just Dance”, „Beautiful, Dirty, Rich”, „Poker Face”, „Starstuck” oraz „Brown Eyes”), ale na początku filmu w tle leci niewydana piosenka „Fooled Me Again”.

## The Fame Monster
Początkowo płyta The Fame Monster miała być reedycją krążka The Fame, jednak wytwórnia Gagi zdecydowała, że płyta będzie drugą studyjną płytą artystki, zawierającą osiem nowych kawałków. Płyta The Fame dołączona jest do The Fame Monster jako drugi, bonusowy dysk, dostępny w specjalnej edycji albumu.

## Lista utworów
Pierwsza edycja
| Nr  | Tytuł utworu                                            | Tekst                                           | Producent         | Długość |
| --- | ------------------------------------------------------- | ----------------------------------------------- | ----------------- | ------- |
| 1.  | „Just Dance” (z udziałem Colby'ego O’Donisa)            | Stefani Germanotta, Nadir Khayat, Aliaune Thiam | RedOne            | 4:01    |
| 2.  | „LoveGame”                                              | Germanotta, Khayat                              | RedOne            | 3:31    |
| 3.  | „Paparazzi”                                             | Germanotta, Rob Fusari                          | Fusari, Lady Gaga | 3:28    |
| 4.  | „Beautiful, Dirty, Rich”                                | Germanotta, Fusari                              | Fusari            | 2:52    |
| 5.  | „Eh, Eh (Nothing Else I Can Say)”                       | Germanotta, Martin Kierszenbaum                 | Kierszenbaum      | 2:55    |
| 6.  | „Poker Face”                                            | Germanotta, Khayat                              | RedOne            | 3:57    |
| 7.  | „The Fame”                                              | Germanotta, Kierszenbaum                        | Kierszenbaum      | 3:42    |
| 8.  | „Money Honey”                                           | Germanotta, Khayat, Bilal Hajji                 | RedOne            | 3:06    |
| 9.  | „Again Again”                                           | Germanotta, Fusari                              | Fusari            | 3:04    |
| 10. | „Boys Boys Boys”                                        | Germanotta, Khayat                              | RedOne            | 3:20    |
| 11. | „Brown Eyes”                                            | Germanotta, Fusari                              | Fusari, Gaga      | 4:02    |
| 12. | „Summerboy”                                             | Germanotta, Brian Kierulf, Josh Schwartz        | Brian & Josh      | 4:13    |
| 13. | „I Like It Rough” (utwór dodatkowy w iTunes w Kanadzie) | Germanotta, Kierszenbaum                        | Kierszenbaum      | 3:22    |
|     |                                                         |                                                 |                   | 45:33   |

Druga edycja
| Nr  | Tytuł utworu                                                                                     | Tekst                                                 | Producent                  | Długość |
| --- | ------------------------------------------------------------------------------------------------ | ----------------------------------------------------- | -------------------------- | ------- |
| 1.  | „Just Dance” (z udziałem Colby'ego O’Donisa)                                                     | Stefani Germanotta, Nadir Khayat, Aliaune Thiam       | RedOne                     | 4:01    |
| 2.  | „LoveGame”                                                                                       | Germanotta, Khayat                                    | RedOne                     | 3:36    |
| 3.  | „Paparazzi”                                                                                      | Germanotta, Rob Fusari                                | Fusari, Lady Gaga          | 3:28    |
| 4.  | „Poker Face”                                                                                     | Germanotta, Khayat                                    | RedOne                     | 3:57    |
| 5.  | „Eh, Eh (Nothing Else I Can Say)”                                                                | Germanotta, Martin Kierszenbaum                       | Kierszenbaum               | 2:55    |
| 6.  | „Beautiful, Dirty, Rich”                                                                         | Germanotta, Fusari                                    | Fusari                     | 2:52    |
| 7.  | „The Fame”                                                                                       | Germanotta, Kierszenbaum                              | Kierszenbaum               | 3:42    |
| 8.  | „Money Honey”                                                                                    | Germanotta, Khayat, Bilal Hajji                       | RedOne                     | 2:50    |
| 9.  | „Starstruck” (z udziałem Space Cowboya i Flo Ridy)                                               | Germanotta, Kierszenbaum, Nick Dresti, Tramar Dillard | Kierszenbaum, Space Cowboy | 3:37    |
| 10. | „Boys Boys Boys”                                                                                 | Germanotta, Khayat                                    | RedOne                     | 3:20    |
| 11. | „Paper Gangsta”                                                                                  | Germanotta, Khayat                                    | RedOne                     | 4:23    |
| 12. | „Brown Eyes”                                                                                     | Germanotta, Fusari                                    | Fusari, Gaga               | 4:03    |
| 13. | „I Like It Rough”                                                                                | Germanotta, Kierszenbaum                              | Kierszenbaum               | 3:22    |
| 14. | „Summerboy”                                                                                      | Germanotta, Brian Kierulf, Josh Schwartz              | Brian & Josh               | 4:13    |
| 15. | „Disco Heaven” (utwór dodatkowy w iTunes w Stanach Zjednoczonych oraz w wydaniu międzynarodowym) | Germanotta, Fusari, Tom Kafafian                      | Fusari                     | 3:41    |
| 16. | „Again Again” (utwór dodatkowy w wydaniu angielskim, irlandzkim i japońskim)                     | Germanotta, Fusari                                    | Fusari                     | 3:04    |
| 17. | „Retro, Dance, Freak” (utwór dodatkowy w wydaniu japońskim)                                      | Germanotta, Fusari                                    | Fusari                     | 3:41    |
|     |                                                                                                  |                                                       |                            | 1:00:45 |

Specjalne wydanie niemieckie w Saturn
| Nr  | Tytuł utworu                                                                  | Tekst                                                 | Producent                  | Długość |
| --- | ----------------------------------------------------------------------------- | ----------------------------------------------------- | -------------------------- | ------- |
| 1.  | „Just Dance” (z udziałem Colby'ego O’Donisa)                                  | Stefani Germanotta, Nadir Khayat, Aliaune Thiam       | RedOne                     | 4:01    |
| 2.  | „LoveGame”                                                                    | Germanotta, Khayat                                    | RedOne                     | 3:36    |
| 3.  | „Paparazzi”                                                                   | Germanotta, Rob Fusari                                | Fusari, Lady Gaga          | 3:28    |
| 4.  | „Poker Face”                                                                  | Germanotta, Khayat                                    | RedOne                     | 3:57    |
| 5.  | „Eh, Eh (Nothing Else I Can Say)”                                             | Germanotta, Martin Kierszenbaum                       | Kierszenbaum               | 2:55    |
| 6.  | „Beautiful, Dirty, Rich”                                                      | Germanotta, Fusari                                    | Fusari                     | 2:52    |
| 7.  | „The Fame”                                                                    | Germanotta, Kierszenbaum                              | Kierszenbaum               | 3:42    |
| 8.  | „Money Honey”                                                                 | Germanotta, Khayat, Bilal Hajji                       | RedOne                     | 2:50    |
| 9.  | „Starstruck” (z udziałem Space Cowboya i Flo Ridy)                            | Germanotta, Kierszenbaum, Nick Dresti, Tramar Dillard | Kierszenbaum, Space Cowboy | 3:37    |
| 10. | „Boys Boys Boys”                                                              | Germanotta, Khayat                                    | RedOne                     | 3:20    |
| 11. | „Paper Gangsta”                                                               | Germanotta, Khayat                                    | RedOne                     | 4:23    |
| 12. | „Brown Eyes”                                                                  | Germanotta, Fusari                                    | Fusari, Gaga               | 4:03    |
| 13. | „I Like It Rough”                                                             | Germanotta, Kierszenbaum                              | Kierszenbaum               | 3:22    |
| 14. | „Summerboy”                                                                   | Germanotta, Brian Kierulf, Josh Schwartz              | Brian & Josh               | 4:13    |
| 15. | „Disco Heaven”                                                                | Germanotta, Fusari, Tom Kafafian                      | Fusari                     | 3:41    |
| 16. | „Poker Face” (live at The Cherrytree House; piano and voice version)          | Germanotta, Khayat                                    | Kierszenbaum               | 3:38    |
| 17. | „Just Dance” (live at The Cherrytree House; stripped down version)            | Germanotta, Khayat                                    | RedOne, Kierszenbaum       | 2:04    |
| 18. | „Eh, Eh (Nothing Else I Can Say)” (electric piano and human beat box version) | Germanotta, Kierszenbaum                              | Kierszenbaum               | 3:08    |
| 19. | „Again Again”                                                                 | Germanotta, Fusari                                    | Fusari                     | 3:04    |
|     |                                                                               |                                                       |                            | 1:05:54 |

Specjalne wydanie japońskie – DVD
| Nr | Tytuł utworu                                           | Długość |
| -- | ------------------------------------------------------ | ------- |
| 1. | „Just Dance” (teledysk; z udziałem Colby'ego O’Donisa) | 4:06    |
| 2. | „Poker Face” (teledysk)                                | 3:35    |
| 3. | „Eh, Eh (Nothing Else I Can Say)” (teledysk)           | 2:56    |
| 4. | „LoveGame” (teledysk)                                  | 3:37    |
| 5. | „Paparazzi” (teledysk)                                 | 7:37    |
|    |                                                        | 21:51   |

Wydanie australijskie i polskie
| Nr  | Tytuł utworu                                       | Tekst                                                 | Producent                  | Długość |
| --- | -------------------------------------------------- | ----------------------------------------------------- | -------------------------- | ------- |
| 1.  | „Just Dance” (z udziałem Colby'ego O’Donisa)       | Stefani Germanotta, Nadir Khayat, Aliaune Thiam       | RedOne                     | 4:01    |
| 2.  | „LoveGame”                                         | Germanotta, Khayat                                    | RedOne                     | 3:36    |
| 3.  | „Paparazzi”                                        | Germanotta, Rob Fusari                                | Fusari, Lady Gaga          | 3:28    |
| 4.  | „Poker Face”                                       | Germanotta, Khayat                                    | RedOne                     | 3:57    |
| 5.  | „Eh, Eh (Nothing Else I Can Say)”                  | Germanotta, Martin Kierszenbaum                       | Kierszenbaum               | 2:55    |
| 6.  | „Beautiful, Dirty, Rich”                           | Germanotta, Fusari                                    | Fusari                     | 2:52    |
| 7.  | „The Fame”                                         | Germanotta, Kierszenbaum                              | Kierszenbaum               | 3:42    |
| 8.  | „Money Honey”                                      | Germanotta, Khayat, Bilal Hajji                       | RedOne                     | 2:50    |
| 9.  | „Starstruck” (z udziałem Space Cowboya i Flo Ridy) | Germanotta, Kierszenbaum, Nick Dresti, Tramar Dillard | Kierszenbaum, Space Cowboy | 3:37    |
| 10. | „Boys Boys Boys”                                   | Germanotta, Khayat                                    | RedOne                     | 3:20    |
| 11. | „Paper Gangsta”                                    | Germanotta, Khayat                                    | RedOne                     | 4:23    |
| 12. | „Brown Eyes”                                       | Germanotta, Fusari                                    | Fusari, Gaga               | 4:03    |
| 13. | „I Like It Rough”                                  | Germanotta, Kierszenbaum                              | Kierszenbaum               | 3:22    |
| 14. | „Summerboy”                                        | Germanotta, Brian Kierulf, Josh Schwartz              | Brian & Josh               | 4:13    |
| 15. | „Disco Heaven”                                     | Germanotta, Fusari, Tom Kafafian                      | Fusari                     | 3:41    |
| 16. | „Retro, Dance, Freak”                              | Germanotta, Fusari                                    | Fusari                     | 3:41    |
|     |                                                    |                                                       |                            | 57:41   |

## Notowania i sprzedaż
| Notowania (2008/2009/2010)             | Pozycja |
| -------------------------------------- | ------- |
| Australia                              | 3       |
| Austria                                | 1       |
| Belgia (Flanders)                      | 4       |
| Belgia (Wallonia)                      | 8       |
| Kanada                                 | 1       |
| Czechy                                 | 2       |
| Dania                                  | 2       |
| Holandia                               | 12      |
| European Top 100 Albums                | 1       |
| Finlandia                              | 3       |
| Frencja                                | 3       |
| Niemcy                                 | 1       |
| Węgry                                  | 3       |
| Irlandia                               | 1       |
| Włochy                                 | 13      |
| Japonia                                | 6       |
| Meksyk                                 | 2       |
| Nowa Zelandia                          | 2       |
| Norwegia                               | 4       |
| Polska                                 | 1       |
| Portugalia                             | 12      |
| Hiszpania                              | 18      |
| Szwecja                                | 15      |
| Szwajcaria                             | 1       |
| UK Albums Chart                        | 1       |
| U.S. Billboard 200                     | 2       |
| U.S. Billboard Dance/Electronic Albums | 1       |

| Kraj              | Certyfikaty |
| ----------------- | ----------- |
| Australia         | 3× platyna  |
| Austria           | 2× platyna  |
| Belgia            | platyna     |
| Brazylia          | złoto       |
| Kanada            | 3× platyna  |
| Dania             | platyna     |
| Europa            | platyna     |
| Finlandia         | złoto       |
| Francja           | platyna     |
| Niemcy            | złoto       |
| Węgry             | złoto       |
| Japonia           | platyna     |
| Nowa Zelandia     | 2× platyna  |
| Polska            | 3x platyna  |
| Rosja             | platyna     |
| Szwajcaria        | 2× platyna  |
| Wielka Brytania   | 4× platyna  |
| Stany Zjednoczone | 2x platyna  |

## Historia wydania
| Kraj            | Data                 | Format                                       | Wytwórnia                                    |
| --------------- | -------------------- | -------------------------------------------- | -------------------------------------------- |
| Kanada          | 19 sierpnia 2008     | CD, LP, digital download                     | Universal Music                              |
| Australia       | 5 września 2009      | CD, digital download (standard edition)      | Universal Music                              |
| Australia       | 28 października 2009 | CD, digital download (international version) | Universal Music                              |
| USA             | 28 października 2008 | CD, LP, digital download                     | Streamline, Kon Live, Interscope, Cherrytree |
| Włochy          | 31 października 2008 | CD, digital download (standard edition)      | Universal Music                              |
| Włochy          | 30 stycznia 2009     | CD, digital download (international version) | Universal Music                              |
| Niemcy          | 2 grudnia 2008       | CD, digital download                         | Universal Music                              |
| Wielka Brytania | 12 stycznia 2009     | CD, digital download                         | Polydor                                      |
| Hiszpania       | 24 lutego 2009       | CD, digital download                         | Universal Music                              |
| Brazylia        | 31 marca 2009        | CD                                           | Universal Music                              |
| Chiny           | 4 maja 2009          | CD                                           | Universal Music                              |
| Japonia         | 20 maja 2009         | CD                                           | Universal Music                              |
| Japonia         | 22 lipca 2009        | CD, DVD                                      | Universal Music                              |